# Тревіс Віллінгем
Тревіс Віллінгем Гемптон (англ. Travis Hampton Willingham, нар. 3 серпня 1981) — американський актор, який озвучує англійською аніме, анімаційні проєкти та відеоігри. Він став популярним після озвучки Роя Мустанґа в аніме Сталевий алхімік і пізніше озвучував різні ролі у Сталевий алхімік: Братство. Він також озвучує Тора з коміксівMarvel у їхніх різних адаптаціях: мультфільми, мультсеріали та відеоігри. Між 2010 і 2018 роках, він був голосом Єхидного Наклза з серії Сонік.

## Особисте життя
25 вересня 2011 Віллінгем вийшов одружився з акторкою Лорою Бейлі. Вони проживають в Лос-Анджелесі. Він також бере участь в тріатлоні. Їх син, Ронін, народився у 2018 році.
Віллінгем також має брата на ім'я Карсон.